# ويليام هنري غودير
ويليام هنري غودير (بالإنجليزية: William Henry Goodyear)‏ هو عالم آثار ومؤرخ أمريكي، ولد في 1846 في نيو هيفن في الولايات المتحدة، وتوفي في 1923 في نيويورك في الولايات المتحدة بسبب ذات الرئة.